# Abisara laura
Abisara laura är en fjärilsart som beskrevs av Hans Fruhstorfer 1904. Abisara laura ingår i släktet Abisara och familjen Riodinidae. Inga underarter finns listade i Catalogue of Life.